# Mihail Barišnjikov
Mihail Nikolajevič Barišnjikov (rus. Михаил Николаевич Барышников, lat. Mihails Barišņikovs, eng. Mikhail Nikolaevitch Baryshnikov; Riga, 28. siječnja 1948.) je rusko-američki baletan, koreograf i glumac.
Mihail Barišnjikov je odrastao u Rigi u Latviji, tada u Sovjetskom Savezu, kao sin ruskih roditelja. Tamo je pohađao prve satove baleta. S 15 godina primljen je na baletsku akademiju „Vaganova“ u Sankt Petersburgu. Tri godine kasnije, postao je solo baletan u čuvenom Kirov Baletu. Za vrijeme gostovanja u Kanadi, 1974. zatražio je politički azil u SAD. Tamo je nastupao s raznim baletskim kompanijama. U razdoblju 1979. – 1980. bio je glavni baletan u New Yorku. Od 1980. do 1989. umjetnički je rukovodio „Američkim baletnim teatrom“. Američki državljanin postao je 1984., a uz to latvijski državljanin 2017. godine. Bio je suosnivač i radio je za „White Oak” plesni projekt u razdoblju 1990. – 2002. U SAD-u se smatra najboljim svjetskim plesačem. Mnogo je radio i na promociji suvremenoga baleta i plesa.
Ima kći Aleksandru s glumicom Jessicom Lang i troje mlađe djece s bivšom balerinom Lisom Rinehart.
Uz djelovanje u području plesa i baleta, nastupao je u brojnim kazališnim ulogama na Broadwayu i u filmovima te na televiziji. U TV seriji „Seks i grad“ igrao je ulogu Aleksandra Petrovskog. Bio je nominiran za Oscara i Zlatni globus za ulogu u svom prvom filmu Životna prekretnica (1977.) Kasnije je glumio u još nekim filmovima među kojima su “Bijele noći” iz 1985. godine s Gregoryjem Hinesom i Isabellom Rossellini, “Plesači” redatelja Herberta Rossa te “Jack Ryan: Poziv iz sjene” redatelja Kennetha Branagha iz 2014. godine.